# Diana Gamboa
Luz Diana Gamboa Castro (Ayacucho, 15 de diciembre de 1984) es una abogada y docente universitaria peruana. Es también activista en temas por los derechos humanos y derechos de la mujer y poblaciones vulnerables. Ha ocupado el cargo de decana del Colegio de Abogados de Ayacucho. En el ámbito político, ha sido militante y candidata al Congreso por el partido RUNA. Actualmente forma parte al proyecto político Lo Justo por el Perú.

## Biografía
Nació en Vilcas Huamán, Ayacucho el 15 de diciembre de 1984.Es madre de 3 hijos.
Es egresada de la Facultad de Derecho y Ciencias Políticas de la Universidad Nacional San Cristóbal de Huamanga. Además, ha obtenido un magíster en Derecho Civil y Comercial en la misma institución. Ha cursado estudios de doctorado en derecho por la Universidad Nacional Federico Villareal al igual que una maestría en Docencia Universitaría.
En la vida laboral, ha desempeñado diversos cargos en el Ministerio Público, además ha sido docente universitaria en su alma mater. Fundó y dirige el Centro de Formación y Capacitación (Focap) y es socia fundadora del Grupo Asesoría Legal (GAL). Se desempeñó como decana del Colegio de Abogados de Ayacucho en el periodo 2022-2023.

## Vida política
Inició su vida política como miembro fundadora del movimiento regional Ayacucho por la Unidad. Posteriormente, ha sido militante del partido Renacimiento Unido Nacional (RUNA), por el que postuló a una curul en el Congreso por la circunscripción de Ayacucho en las elecciones de 2020, no resultando elegida. Actualmente forma parte al proyecto político Lo Justo por el Perú.